# Jaguaripe
Jaguaripe este un oraș în statul Bahia (BA) din Brazilia.